# Питекуссы
Питекуссы (греч. Πιθηκούσσαι) — древнегреческая колония на острове Искья у западного побережья Италии. Основана около 770 года до н. э. переселенцами из Эретрии как перевалочный пункт торговли с этрусками. В 750 году до н. э. колонисты из Питекуссы основали город Кумы. В 500 году до н. э. колония погибла вследствие извержения вулкана.